# Colin Woodthorpe
Colin John Woodthorpe (Liverpool, 13 gennaio 1969) è un allenatore di calcio ed ex calciatore inglese, di ruolo difensore.

## Biografia
Suo figlio Nathan è a sua volta un calciatore professionista.

## Caratteristiche tecniche
Era un terzino sinistro.

## Carriera

### Giocatore
Woodthorpe dopo aver giocato nelle giovanili del Chester City esordisce in prima squadra (e, più in generale, tra i professionisti) nel 1985, all'età di 17 anni, giocando invece le sue prime partite di campionato l'anno seguente, nella quarta divisione inglese. Nell'estate del 1990 dopo complessive 6 reti in 155 partite di campionato giocate (tutte in quarta divisione) viene ceduto al Norwich City, club di prima divisione; rimane ai Canaries per complessive quattro stagioni, nelle quali pur non essendo mai realmente titolare (segna un gol in complessive 43 partite di campionato giocate, 20 delle quali nella stagione 1993-1994) partecipa comunque come riserva ad uno dei periodi di maggior lustro nella storia del club, che oltre a giocare una semifinale di FA Cup nel 1992, nella stagione 1992-1993 arriva terzo in classifica (suo miglior piazzamento di sempre) e l'anno seguente partecipa alla Coppa UEFA, competizione in cui Woodthorpe gioca anche una partita. Nell'estate del 1994 il terzino viene poi ceduto per 400000 sterline all'Aberdeen, club con cui rimane per quattro anni nei quali segna un gol in un totale di 48 partite giocate nella prima divisione scozzese, a cui aggiunge anche 3 presenze in Coppa UEFA e 4 presenze nei turni preliminari di Coppa UEFA.
Nell'estate del 1997 viene poi ceduto allo Stockport County, club inglese neopromosso in seconda divisione; Woodthorpe rimane in squadra fino al termine della stagione 2001-2002, quando il club fa ritorno in terza divisione, e nell'arco dei suoi cinque anni di permanenza in squadra fa registrare un totale di 153 presenze e 4 reti in incontri di campionato. Rimasto poi senza squadra, si accasa in quarta divisione al Bury: gioca in questa categoria con gli Shakers fino al 2008, segnando un gol in 181 partite di campionato giocate, per poi all'età di 39 anni ritirarsi.
In carriera ha totalizzato complessivamente 532 presenze e 12 reti nei campionati della Football League.
Nel maggio del 2010 inizia a lavorare come vice di Dave Challinor al Colwyn Bay, in Northern Premier League (settima divisione), dove conquista una promozione in Conference North (sesta divisione). Dal 2012 al 2019 ha lavorato sempre come vice di Challinor all'Fylde, in sesta divisione, vincendo anche un FA Trophy. Dal 2020 al 2022 è stato poi vice dei Runcorn Linnets, mentre dal 2022 lavora come vice al Chester (club nato dalle ceneri del Chester City, in cui Woodthorpe aveva esordito come calciatore).